# Anke Rijnders
Anthonia Marie Rijnders –conocida como Anke Rijnders– (Amersfoort, 23 de agosto de 1956) es una deportista neerlandesa que compitió en natación. Ganó una medalla de plata en el Campeonato Europeo de Natación de 1974, en la prueba de 4 × 100 m libre.

## Palmarés internacional
| Campeonato Europeo | Campeonato Europeo | Campeonato Europeo | Campeonato Europeo |
| Año                | Lugar              | Medalla            | Prueba             |
| ------------------ | ------------------ | ------------------ | ------------------ |
| 1974               | Viena (Austria)    | Medalla de plata   | 4 × 100 m libre    |